# Creatina
La creatina (també denominada α metil guanid-acètic i freqüentment abreviat en la literatura com Cr) és un àcid orgànic nitrogenat que es troba en els músculs i les cèl·lules nervioses d'alguns organismes vius, és un producte químic derivat dels aminoàcids molt semblant a ells amb relació a la seva estructura molecular. La creatina es sintetitza de manera natural en el fetge, el pàncrees, i els ronyons a partir d'aminoàcids com l'arginina, la glicina, i la metionina a raó d'un gram de creatina per dia.
La creatina fou identificada l'any 1832 quan el químic francès Michael Eugène Chevreul va descobrir un component dels músculs esquelètics que va denominar amb el nom grec Kreas que significa carn.
La creatina s'emplea actualment com a suplement dietètic en alguns esports d'intensitat, donades les seves propietats ergogèniques i que permet càrregues repetitives i breus períodes de recuperació, amb l'objectiu de guanyar energia anaeròbica i mida muscular (sense tenir-hi un increment de volum d'aigua). S'ha demostrat eficaç en el tractament de la sarcopènia (pèrdua de musculació a causa de l'envelliment).
- Nomenclatura IUPAC: àcid 2-(carbamimidoilmetil-amino) acètic
- Altres noms: àcid (α-metilguanid)
- Fórmula molecular: C4H9N3O2
- Massa molecular: 131,13 g/mol
- Nombre CAS: 57-00-1
- Nombre EINECS: 200-306-6
- Punt de fusió: es descompon a 303 °C
- SMILES: CN(CC(=O)O)C(=N)N

## Història
L'any 1832 la creatina fou descoberta pel químic francès Michael Eugène Chevreul; l'any 1847 Lieberg va concloure que l'acumulació de creatina en el cos està directament involucrada en la producció de treball muscular, la investigació la va realitzar analitzant el contingut de la creatina en músculs del teixit de guineus salvatges i comparant-los amb el contingut de creatina de les guineus domèstiques, comprovant que n'hi havia 10 vegades més en les que vivien actives respecte a les que ho eren poc. No se sap amb certesa, però potser foren els atletes de la Unió Soviètica els primers que varen utilitzar la creatina com a suplement en l'esport en la dècada dels anys seixanta. Els Jocs Olímpics d'Atlanta de 1996 foren denominats els creatine games ("jocs de creatina") per la gran quantitat de medalles aconseguides. Encara que la creatina no figura entre les substàncies prohibides pel Comitè Olímpic Internacional, són moltes les veus que posen en dubte la seva utilització i la consideren poc ètica.

## Funció
Gran part de la creatina s'emmagatzema en tots els músculs del cos (al voltant del 90 %), se sap que un adult que tingui 70 kg de pes corporal posseeix a prop de 120 g de creatina. La finalitat del seu emmagatzematge és la creació, junt amb el fòsfor, de la fosfocreatina (PCr) present a les cèl·lules musculars dels vertebrats així com alguns invertebrats, es troba present amb l'enzim creatina-cinasa. Els músculs no són capaços de sintetitzar la creatina i és per aquesta raó per la qual la prenen del torrent sanguini. La creatina constitueix la font immediata i directa per regenerar ATP (trifosfat d'adenosina) un constituent energètic de les cèl·lules musculars. Un sistema energètic similar basat en l'arginina/fosfoarginina opera en molts animals invertebrats per similitud via l'acció de l'arginina-cinasa. Una de les funcions de la creatina és la de regular el pH mitjançant dissolucions tampó a les cèl·lules.
La presència d'aquest magatzem de reserva manté els nivells de l'ATP/ADP (necessaris per desenvolupar energia muscular ràpidament) tan alts com per actuar en cas de demanda d'energia muscular anaeròbica urgent. Tals 'magatzems', en forma de fosfat, d'energia metabòlica es presenten en forma de fosfocreatina o fosfoarginina es coneixen com a fosfàgens. A més com existeix la presència de zones específiques subcompartimentades a la cèl·lula en les quals hi ha la creatina-cinasa, aquesta actua com un transport intracel·lular d'energia des dels llocs on es genera l'ATP (mitocondri i la glicòlisi) a aquells llocs on realment es necessita i es consumeix, per exemple en els miofibril·les de les contraccions musculars, al reticle sarcoplasmàtic (SR) per bombar calci i als llocs on hi hagi una necessitat de consum anaeròbic d'ATP.
Els nivells tant de fosfocreatina com d'ATP a la cèl·lula es troben en equilibri, encara que l'entrenament d'alta intensitat com l'ús de suplements dietètics que contenen creatina fan que hi hagi en alguns casos un increment significatiu de les concentracions de creatina intracel·lular. Una gran part de la creatina generada per l'organisme és transportada a través de la sang cap als diferents teixits com poden ser: cervell, fetge, testicles, ronyons i molt especialment a la massa muscular, que sol absorbir i emmagatzemar entre un 95 % i un 98 % del total de la creatina en dos tipus de composts: la creatina lliure (es compon aproximadament d'un 40 % del total de la creatina muscular) i de la creatina fosforilada o fosfocreatina (prop d'un 60 %). Els teixits que més creatina absorbeixen són: les fibres musculars de contracció ràpida (fibres Tipus II), els espermatozous i les cèl·lules fotoreceptores de la retina. La quantitat de creatina al cos disminueix amb l'avenç de l'edat. Els estudis realitzats sobre la quantitat de creatina al cos segons el gènere no mostren proves científiques sobre la diferència.

### Funció a l'exercici anaeròbic
Estudis realitzats sobre atletes anaeròbics han mostrat que l'exercici esgota les reserves de creatina i fosfocreatina als 5-10 segons, aquest límit no és clar i existeix controvèrsia, ja que altres experiments realitzats indiquen que pot arribar fins als 20-30 segons. El que sí que és cert que cap estudi no mostra límits superiors al minut.
El baix nivell de fosfocreatina és causat pel consum de les reserves d'ATP als músculs a causa de l'exercici anaeròbic i això té com a causa final la fatiga muscular i la impossibilitat de poder realitzar l'exercici fins que es reposi el mateix. El consum de suplements de creatina provoca (segons els estudis dels propis distribuïdors de creatina) que les reserves de fosfocreatina no s'esgotin tan ràpidament i pugui mantenir-se el període de treball de feina anaeròbic durant un període major.
En esforços anaeròbics d'alta intensitat i repetits que solguin durar més de 5 segons, podent arribar fins a 20 segons o fins i tot 30 segons els nivells d'ATP es mantenen relativament alts (no descendeixen més del 40 % o 60 % respecte als seus valors inicials), tanmateix la fosfocreatina descendeix notablement podent quedar gairebé esgotada. La creatina es transporta en el sistema a la sang gràcies a una proteïna transportadora dependent del sodi (Na+) i del clor (Cl-) denominat: Crea T (molt similar a la dopamina).

### Funció a l'exercici aeròbic
Els estudis científics realitzats sobre la ingesta de creatina en els esportistes aeròbics mostren que existeixen pocs efectes ergogènics en el desenvolupament i prestacions d'aquests esports. La raó d'això és que la demanda i consum d'energia metabòlica ja no depèn de la creatina, sinó d'altres fonts: lípids o consum de glucogen. És per aquesta raó per la qual s'activen altres mecanismes que no necessiten la creatina: glucòlisi aeròbica. Els estudis no mostren proves en la millora del VO2 com a màxim, encara que existeixen experiències sobre la possible relació entre les reserves de glucogen i l'administració de creatina en esportistes de marató.

## Usos dietètics
La creatina també es troba present de manera natural en aliments com la carn (fonamentalment en el peix: exemples en són l'areng i el salmó), els productes lactis i l'ou. Pot trobar-se en algunes verdures però en quantitats molt petites. També es comercialitza en forma de suplement dietari, sobretot en dietes que busquen un augment del múscul. Per les seves funcions relacionades amb la resíntesi d'ATP al múscul davant d'esforços d'origen anaeròbic d'elevada intensitat i curta durada, la complementació amb creatina és molt utilitzada per esportistes. S'ha comprovat que un nivell apropiat de creatina lliure a la massa muscular de l'organisme facilita la reposició i conservació de la fosfocreatina. Una persona metabolitza aproximadament un 1,2 % de la creatina que emmagatzema, és a dir que un esportista de 70 kg que ronda una quantitat de 120 a 140 g de creatina al seu cos, allibera aproximadament dos grams de creatina, les pèrdues es compensen amb una dieta adequada.
El transport d'ATP a les cèl·lules es pot potenciar mitjançant la ingesta simultània d'aminoàcids (la taurina, per exemple) o bé d'hidrats de carboni, que eleven l'índex glucèmic i estimulen positivament la secreció d'insulina que al seu torn estimula la captació de creatina pels teixits. S'han realitzat investigacions sobre la captació de la creatina mitjançant la insulina que mostren gran efectivitat durant les 24 hores després de l'exercici. L'efectivitat va disminuint a mesura que passen les 24 hores.
S'ha demostrat que la vitamina E millora de la mateixa manera la capacitat de transport de la creatina als músculs. L'única forma de saturar la concentració de creatina en sang (en una concentració que pot oscil·lar entre 50 a 100 micromols/L) és mitjançant la ingesta d'un suplement nutricional que contingui una elevada concentració de creatina pura, de tal manera que durant un període pugui realitzar una 'càrrega' als músculs.
Una bona estratègia de dosificació en les ingestes de suplements pot permetre un increment dels magatzems de creatina entre un 10 % i un 30 %. La creatina entesa com a suplement culturista pot ser consumida en qualsevol moment del dia, únicament la cafeïna en altes dosis pot afectar la seva absorció pel que es recomana no prendre-la ni amb cafè ni amb begudes que continguin la cafeïna, malgrat això les investigacions realitzades sobre aquest aspecte han estat contundents. No obstant això s'ha pogut comprovar en diferents experiments que no totes les persones tenen la mateixa capacitat d'absorbir per igual la creatina, arribant a existir fins i tot subjectes insensibles a la mateixa (els subjectes més sensibles van poder arribar a aconseguir aproximadament un increment de massa muscular de dos kg). No obstant això s'ha demostrat que l'absorció de creatina és molt superior en els subjectes amb pocs nivells de creatina abans de la complementació, com poden ser els vegetarians.

### Protocol
És de fonamental importància que les dosis consumides de creatina siguin correctes, ja que els efectes de la creatina depenen directament de l'increment de creatina total intramuscular, per tant s'han de buscar estratègies per expandir els dipòsits musculars de creatina el més ràpid possible. No és qüestió de consumir excessives quantitats, ja que l'organisme no pot utilitzar-les i les excreta per l'orina, sent a més perjudicial les dosis. Els excessos de creatina no s'absorbeixen per l'organisme i sobrecarreguen inútilment la funció renal. La forma tradicional d'administració de la complementació de creatina implica dues fases: una inicial de 'càrrega' (que pot rondar els cinc o sis dies) seguida d'una fase de 'manteniment' (no major de dos mesos), seguida d'una fase de 'descans' similar a la de manteniment. S'han emprat mètriques de dosificació en funció de la massa corporal, en les quals esmenten 0,25 g/kg/dia (és a dir un quart de gram per quilogram de pes corporal en dosis diàries) són quantitats que mostren una major eficiència de captació de creatina durant la fase de càrrega, mentre que en la fase de manteniment s'hagués d'aplicar una sola dosi que sigui la quarta part de l'empleada en la fase de càrrega. No obstant això, no hi ha posada en comú de les xifres, ja que altres autors esmenten 0,1 g/kg/dia en la fase de manteniment mentre que en el període de càrrega s'han utilitzat dosis superiors al quart de gram/quilo arribant a 0,35 g/kg/dia. Depenent de l'objectiu de l'esportista, quan aquest desitgi un increment de pes corporal ràpid s'ha de fer una fase de càrrega seguida per una de manteniment, mentre que quan es té com a objectiu millorar l'eficiència metabòlica es recomana emprar una dosi única almenys durant un mes. Quan s'administra la creatina a un ritme de 20 g/d durant diversos dies es pot dir gairebé un 30% de la creatina administrada s'absorbeix durant els dos dies inicials, però aquest percentatge disminueix fins a un 15 % des del segon al quart dia. Després de la cessació de la ingesta de creatina calen aproximadament trenta dies per tornar als valors en sang previs a la suplementació.
La creatina no es comercialitza en estat pur a causa de la inestabilitat que ofereix i per aquesta raó és habitual trobar-la com un monohidrat: monohidrat de creatina (la molècula d'aigua proporciona estabilitat), en forma de pols. Existeix creatina per administrar per via intravenosa, però només s'empra en les operacions cardíaques. No obstant això és possible veure al mercat altres formes de creatina com pot ser la creatina citrat i la fosfocreatina. La diferència entre aquestes presentacions de la creatina se centren en la concentració del compost, ja que la quantitat de creatina que té la molècula conté un 88% de creatina, la creatina citrat un 40% i la fosfocreatina un 62,3 %. La creatina que s'administra de forma pura ha de dissoldre's completament en líquids tals com a aigua, suc de fruites o te i és recomanable una cosa ensucrada per a l'absorció del producte, ja que la glucosa continguda en el sucre ajuda una millor assimilació als músculs (influeix de la insulina). Ha de ser consumida immediatament després de ser preparada, donada la seva baixa estabilitat en l'aigua. Les ingestes poden fer-se durant els menjars principals, ja que els nivells d'insulina són en nivells alts i se n'afavoreix l'absorció. Es recomana assegurar un elevat consum d'aigua. L'administració oral de dosi de creatina entre 1 a 10 g ha donat un temps màxim de fins a 2 hores per assolir la seva màxima concentració en sang, mentre que amb dosis superiors el temps per assolir el pic de màxima concentració plasmàtica arriba a ser de més de 3 hores. Algunes companyies venen els productes de creatina amb quantitats de dextrosa, així com vitamina E i taurina per facilitar la seva absorció.
S'aconsella realitzar la càrrega si no es ve prenent habitualment i després seguir la fase de manteniment fins a 3 a 4 mesos com a màxim. Després s'ha de tallar el consum i descansar 1 mes com a mínim. En general aquell mes es complementa amb glutamina per regenerar els músculs o se suspèn la complementació i mai no s'ha de suspendre l'exercici, ja que és aquest el complement de la creatina acompanyat d'altes dosis d'aigua perquè la creatina és un alt receptor de líquids. La complementació de creatina durant 8 setmanes no s'ha associat amb problemes de salut, però no existeixen estudis del seu efecte en dosificacions realitzades durant llargs períodes. En la fase de manteniment es pot suggerir que es consumi la creatina posteriorment a l'activitat física.

### Efectes secundaris
No s'ha pogut demostrar, amb estudis de població d'atletes sotmesos a la ingesta de creatina, que aquesta afecti a la funció renal. Encara existeix una controvèrsia entre els investigadors sobre si la creatina provoca un augment del pes corporal a causa de la seva funció anabòlica sobre les fibres ràpides i a la seva influència sobre l'augment del glucogen muscular, aquest efecte s'ha demostrat en homes però no hi ha estudis realitzats sobre dones. Els efectes d'augment de pes han estat atribuïts (sense ser demostrats) a possibles efectes de retenció de líquids. S'han reportat casos en els quals la ingesta de creatina ha provocat trastorns gàstrics, o lleugeres rampes musculars, però no hi ha proves sensibles que demostrin científicament la seva causa. S'ha publicat que en certs casos modifica el caràcter i temperament emocional de qui la consumeix. Abans de començar l'administració d'aquesta substància és imperiós assessorar-se per professionals idonis sobre la dosificació corresponent i ser supervisat regularment per mitjà d'exàmens complementaris. La reparació muscular es transmet també als òrgans sexuals fent aquests més actius durant la durada de l'efecte.
El març del 2015 un estudi va desmentir la possible relació entre el consum de suplements que contenen creatina i el càncer testicular.